# Кокерель, Шарль
Жан Шарль Кокерель (фр. Jean Charles Coquerel; 2 декабря 1822, Амстердам —  12 апреля 1867, Сен-Дени, Реюньон) — французский судовой хирург, альголог и энтомолог.

## Биография
Собирал насекомых на островах Реюньон, Мартинике и Мадагаскаре и окрестных островах. Эти сборы были направлены в Национальный музей естественной истории. Некоторые из них после его смерти были описаны Леоном Файрмайером в работе Notes sur les Coléopteres recueillis par Charles Coquerel a Madagascar et sur les côtes d’Afrique (1869). Сам Кокерель стал при жизни автором нескольких книг и статей. В его честь были названы некоторые эндемики Мадагаскара: Coua coquereli (Grandidier, 1867), Propithecus coquereli (Milne-Edwards, 1867) и Mirza coquereli (Grandidier, 1867).